# Gorgonomycetaceae
Gorgonomycetaceae är en familj av svampar. Gorgonomycetaceae ingår i ordningen Rhizophydiales, klassen Chytridiomycetes, divisionen pisksvampar och riket svampar.
|                   | Rhizophydiaceae                |
|                   |                                |
|                   | Protrudomycetaceae             |
|                   |                                |
|                   | Pateramycetaceae               |
|                   |                                |
|                   | Kappamycetaceae                |
|                   |                                |
| Gorgonomycetaceae | \| \| Gorgonomyces \| \| \| \| |
|                   | \| \| Gorgonomyces \| \| \| \| |
|                   | Globomycetaceae                |
|                   |                                |
|                   | Aquamycetaceae                 |
|                   |                                |
|                   | Angulomycetaceae               |
|                   |                                |
|                   | Terramycetaceae                |
|                   |                                |
|                   | Batrachochytrium               |
|                   |                                |
|                   | Gorgonomyces                   |
|                   |                                |

|  | Gorgonomyces |
|  |              |